# Václav Rabas (Organist)
Václav Rabas (* 14. August 1933 in Bezděkov; † 20. April 2015 in Pardubice) war ein tschechischer Organist.

## Leben
Während des Studiums am Prager Konservatorium und an der Akademie der musischen Künste bei Jiří Reinberger machte er bei internationalen Wettbewerben auf sich aufmerksam.
1958 bekam Rabas beim Prager Frühling-Internationalen Orgelwettbewerb erneut den 1. Preis und Titul Laureat.
Er war Professor an der Musikfakultät der Akademie der musischen Künste in Prag und Gründungsdirektor des Konservatoriums in Pardubice. Zu seinen Studenten gehörten Aleš Bárta und Pavel Svoboda.